# Becker County
Becker County is een county in de Amerikaanse staat Minnesota.
De county heeft een landoppervlakte van 3.394 km² en telt 30.000 inwoners (volkstelling 2000). De hoofdplaats is Detroit Lakes.